# Gastouni
Gastouni (Grieks: Γαστούνη) is een deelgemeente (dimotiki enotita) van de fusiegemeente (dimos) Pineios, in de Griekse bestuurlijke regio (periferia) West-Griekenland.
Gastouni ligt in het voormalige departement Ilia en telt 11.523 inwoners.
Gastouni-centrum telt 7423 inwoners en ligt aan de hoofdweg tussen Pyrgos en Patras, een vijftal kilometer zuidwaarts van Andravida.
Het plaatsje dankt zijn naam aan de "Frankische" baron de Gastogne, en herinnert aan de tijd toen de westkust van Elis de uitvalsbasis was van waaruit westerse kruisvaarders de verovering van Morea organiseerden. In het centrum vindt men nog resten van een kruisvaardersburcht en een Byzantijnse kerk uit de 12e eeuw (de Panagia Katholikí).